# Boorkop
| Boren naar olie           |
| ------------------------- |
| Boring                    |
| Onderdelen van een boring |
| Boorgat (bruin)           |
| Boorstang (paars)         |
| Boorkop (grijs)           |
| Boorvloeistof (blauw)     |
| Boorgruis (rood)          |
| Verbuizing (groen)        |

De boorkop of boorbeitel (Engels: drill bit) is een apparaat waarmee boringen in gesteente gedaan worden. De boorkop is via de boorstang verbonden met het aandrijfmechanisme in de boortoren en wordt gekoeld met boorvloeistof die door de boorstang gepompt wordt. Boorbeitels worden doorgaans gemaakt van zeer gehard staal, of van (synthetische) diamant. Er zijn boorbeitels voor verschillende gesteentetypes. Sommige gesteenten zijn beter te boren met een diamantboor, andere met een ander type beitel.
Grote bedrijven die boorbeitels produceren zijn onder andere Reed-Hycalog, Baker Hughes, Halliburton, Diamond Board Systems.

## De belangrijkste soorten boorbeitels
Rock bits

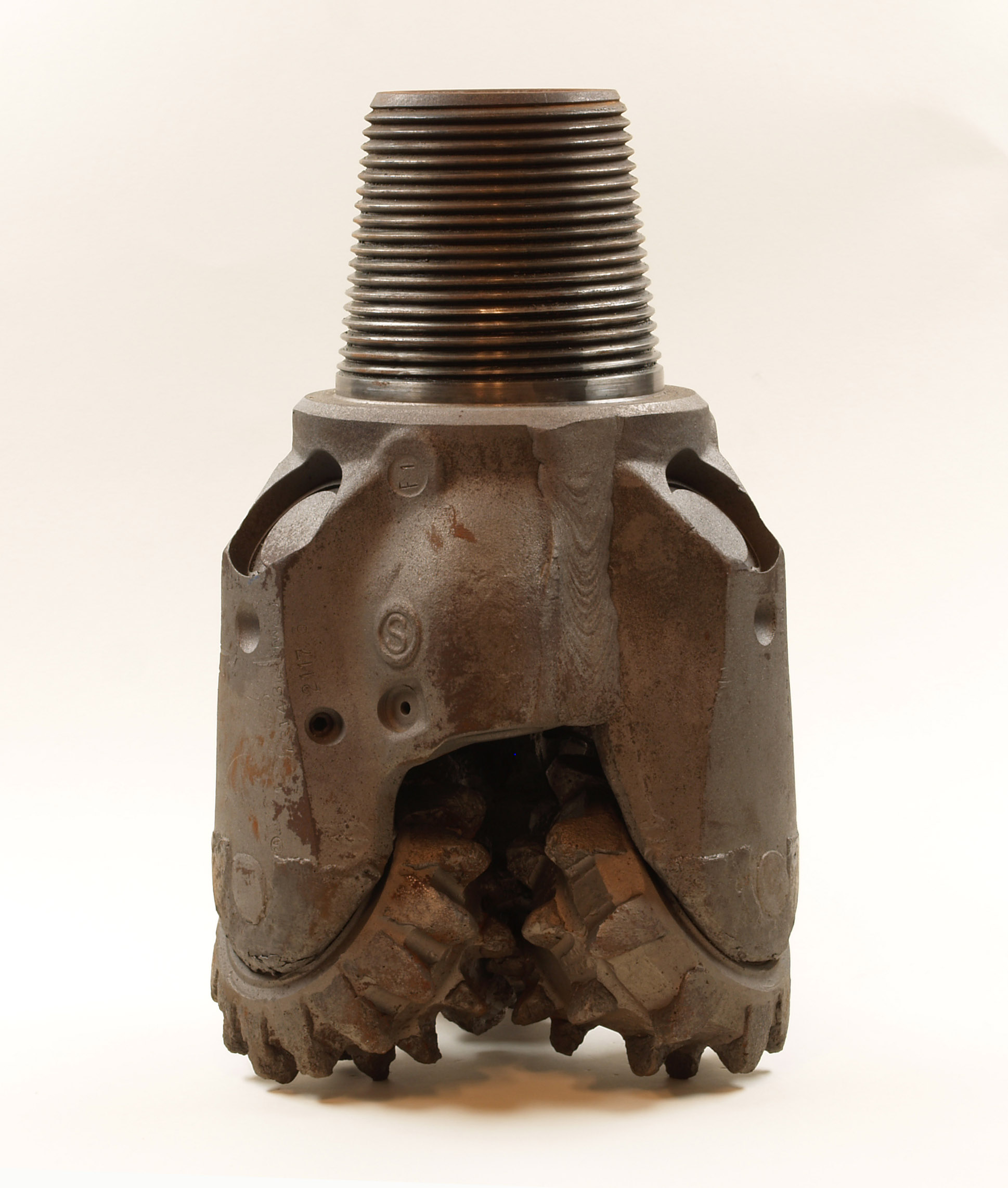
Roller-beitel

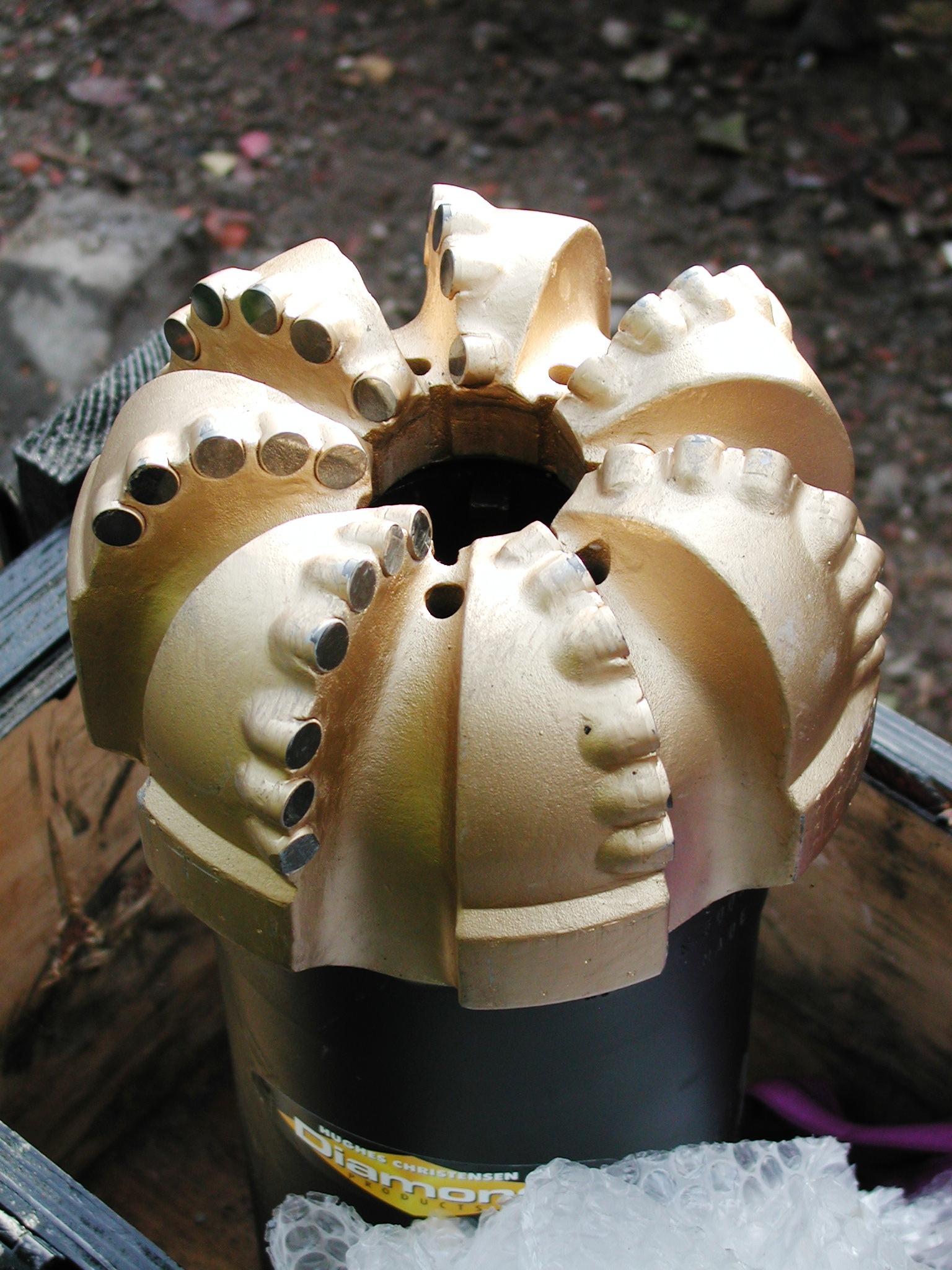
Diamantbeitel

Dit was het eerste type rotary-beitel en hij wordt nog altijd gebruikt. (Deze beitels zijn alleen geschikt voor zeer zachte formaties.) Rock bits hebben twee, drie of vier snijbladen; het type met twee bladen wordt een 'fish tail' genoemd.
Roller-beitels
Met de uitvinding van de roller-beitel in 1909 betekende een grote verbetering van het draaiend-boren tegenover het stotend-boren. Het draaiend-boren werd van toen af aan de gebruikelijke methode.
De beitel bestaat uit 3 of 4 conische snijdelen, 'cones', met gefreesde tanden. De slijtende delen bestaan vaak uit het zeer harde wolfraamcarbide.
Diamantbeitels
Dit type beitel bestaat uit een stalen lichaam, waarop een groot aantal diamanten in een bepaald patroon, dat afhankelijk is van de formatiehardheid, is vastgekit.
De belangrijkste voordelen van deze beitel zijn:
De grote hardheid, waardoor in harde formaties kan worden geboord.
De goede slijtvastheid, waardoor in schurende gesteenten kan worden geboord.
De duurzaamheid van de beitel waardoor efficiënter kan worden geboord.
De belangrijkste nadelen zijn:
De beitel is erg duur om aan te schaffen en te onderhouden.
Het betrekkelijk lage penetratievermogen in het gesteente (circa 1,5 à 3 m per uur).
Het geproduceerde boorgruis is fijn, waardoor dit geen volledige informatie over de lagen geeft.